# Praia do Cristo
A Praia do Cristo é uma praia de pequena extensão localizada entre a praia do Farol da Barra e a praia de Ondina, em Salvador, Bahia. Seu nome remete à Estátua do Cristo, posicionada no alto do pequeno morro homônimo. Pouco frequentada e tranquila, possui muitas pedras, piscinas naturais e areia fina.